# Jarmila Horáková
Jarmila Horáková (ur. 7 marca 1904 w Pradze, zm. 20 stycznia 1928 tamże) – czeska aktorka teatralna i filmowa.

## Życie
Urodziła się w rodzinie przemysłowca Jarosława Horáka i Izabeli Králové. Miała sześcioro rodzeństwa, ale dwoje z nich zmarło w wieku niemowlęcym. Podstawowe wykształcenie zdobyła w szkole klasztornej w Veltrusích. W marzeniach o aktorstwie wspierała ją starsza siostra Milada. Mając 14 lat prawdopodobnie po raz pierwszy wystąpiła w amatorskim przedstawieniu o Boženě Němcové w mieszkaniu F. Šimáčka. w latach 1920-1921 regularnie grała z ochotniczą grupą teatralną w Teatrze Leśnym. W 1922 roku została przyjęta na wydział dramatyczny w Praskim konserwatorium. Już podczas studiów występowała w wielkich teatrach  np. w Teatrze Narodowym albo Teatr Švandovo czy Teatr na Vinohradach. Konserwatorium ukończyła 24 czerwca 1926 roku. Była uczennicą m.in. J.Hurta,M. Laudoné-Hořicové i A. Suchánkové. Jesienią 1926 została zaangażowana przez K.H.Hilara do Narodowego Teatru. Po roku pracy w teatrze musiała zrezygnować z powodów zdrowotnych. Jej czeską idolką artystyczną była Maria Hübnerová. Jarmila była nazywana "białym gołąbkiem" albo "studnią żywej wody".

## Dziennik Jarmily Horákové
Całe życie Jarmila prowadziła dziennik, który w 1940 roku został wydany jako książka (Jiří Frejka: Dziennik Jarmily Horákové). Jarmila Horáková stała się inspiracją dla postawy aktorki Jarmily – tytułowej roli w sztuce Aktorka napisanej przez Olgę Barényi. Spektakl miał swoją premierę 11 lutego 1944 w reżyserii Františka Salzera, w tytułowej roli wystąpiła Zorka Janů.

## Śmierć
Jarmila Horáková zmarła 20 stycznia 1928 przed ukończeniem 24 lat na mięsak. Została pochowana na cmentarzu Olszańskim w Pradze.

## Role teatralne
- 1917 Jaroslav Kvapil: Rusałka, Hajný, Teatr Leśny w Řevnicích
- 1918 Jaroslav Kvapil: Pampeliška, Król, Teatr Leśny w Řevnicích
- 1920 William Shakespeare: Sen nocy letniej, Hermie,  Teatr Leśny w Řevnicích
- 1923 Karel Čapek: Rozbójnik, Hanka, Teatr Leśny w Řevnicích
- 1924 Nikołaj Gogol: Ożenek, Arina, Legie małych
- 1924 Fráňa Šrámek: Červen, Lidka, Legie małych, reżyseria Josef Schettina
- 1924 N. Jevrejnov: Wesoła śmierć, Kolombína, Legie małych, reżyseria Jiří Frejka
- 1926 Aristofanés: Když ženy něco slaví..., Kobieta Mikka, Teatr młodych w Teatrze na Slupi, reżyseria Jiří Frejka
- 1926 Molier: Misantrop, Célimena, Legie malých, reżyseria Hanuš Thein
- 1926 W. Shakespeare: Poskromienie złośnicy, Katarzyna
- 1926 Aristofanés: Lysistrata, 5. kobieta, Teatr na Vinohradach, reżyseria Jan Bor
- 1926 Jan Patrný: Muži nestárnou, Jarmila, Teatr na Vinohradach, reżyseria Bohuš Stejskal
- 1926 N. Jevrejnov: Wesoła śmierć, Kolombína, Zkušební scéna, reżyseria Jiří Frejka
- 1926 Fráňa Šrámek: Lato, Stáza, Teatr narodowy, reżyseria Vojta Novák
- 1926 Alfréd Savoir: Niedojrzałe owoce, Francoise, Stavovské divadlo,reżyseria Miloš Nový
- 1926 William Shakespeare: Hamlet, Królowa Gertruda, Teatr Narodowy, reżyseria  Karel Hugo Hilar

## Filmografia
- 1926 Pohádka máje, Gusta, reżyseria Karel Anton
- 1927 Paní Katynka z vaječného trhu, sierota Floriška, reżyseria Václav Kubásek